# Sabaton
Сабатон је шведска пауер метал група. Главна тема њихових стихова су историјски ратови. Највећи број песама бави се описима битака из Другог светског рата, укључујући и Зимски рат у Финској и Холокауст.

## Биографија

### Почеци
Сабатон (енгл. Sabaton - метална чизма, део витешког оклопа) је основан 1999. године. Након снимања првих песама у студију Петера Тегтгрена, контактирани су од стране издавачких кућа. Бенд је одабрао италијанског издавача Андерграунд Симфони, који им је објавио промотивни CD „Fist for Fight“. Омот промотивног издања радио је Кен Кели, цртач омота за Кис, Мановар и Рејнбоу.
Годину дана након првих снимака, Сабатон су издали дебитантски албум „Metalizer“, опет у сарадњи са Тегтгреном. Албум је снимљен 2002. године, али је издат са закашњењем од пет година. Иако је објављен као четврти албум тек 2007, броји се као њихов први албум.
Сабатон су наступали широм Шведске и након две године тражења издавача за „Metalizer“, одлучили су да сниме нови албум, који су снимали сами, без финансијске подршке издавача.

### 
Након снимања другог албума под именом „Primo Victoria“, бенд је ушао у преговоре с неколико иностраних издавачких кућа. На крају су потписали уговор с издавачем Блек Лоџ, који је одсек издавачке куће Саунд Полушин задужен за хеви метал.
Трећи албум, „Attero Dominatus“, тематски је наставио у духу свог претходника, с песмама „Back in control“ (која говори о рату за Фокландска острва), „Attero Dominatus“ (о бици за Берлин и крају Другог светског рата у Европи) и „Angels Calling“ (о рововском ратовању у Првом светском рату). Албум је издат 28. јула 2006. у Европи.

### и
У марту 2007. Сабатон су издали свој први албум као дупли диск (заједно са промотивним албумом „Fist for Fight“), на коме се нашла и претходно необјављена песма „Birds of War“.
Годину дана касније, у мају 2008, Сабатон су објавили свој четврти албум „The Art of War“, инспирисан истоименом књигом Сун Цуа. Одлука за базирање албума на књизи Сун Цуа је потекла од идеје да је током 2000 година од писања књиге човечанство остварило бројна достигнућа, али осим унапређивања оружја, ратовање и тактика су у основи остали исти. Уз албум су издати и синглови „Cliffs of Gallipoli“ и „Ghost Division“. Албум је добио бројне позитивне критике.

### 
Снимање наредног албума је било планирано за крај 2009, али је померено због турнеје са Драгонфорсом. Крајем децембра 2009. бенд је на свом сајту објавио име новог албума, „Coat of Arms“, и објавио промотивни материјал, укључујући и насловницу албума, на Јутуб. „Coat of Arms“ је издат у мају 2010. Први спот за песму „Uprising“ је емитован на интернету 01. августа 2010. и у њему се појављује глумац Петер Стормаре. У плану је и спот за песму „Screaming Eagles“.
У договору са својим тренутним (Нуклеар бласт) и бивши издавачем (Блек Лоџ), бенд је поново издао своја прва четири албума, заједно с неколико нових песама. 

## Састав
- Јоаким Броден - вокал
- Крис Рорланд - гитара, пратећи вокали
- Томи Јохансон - гитара, пратећи вокали
- Пар Сундстром - бас-гитара
- Ханес ван Дал - бубњеви

## Дискографија
- (2001)
- (2005)
- (2006)
- (2007)
- (2008)
- (2010)
- (2012)
- (2014)
- (2016)
- (2019)
- (2022)